# Швейцарські ілюстровані хроніки

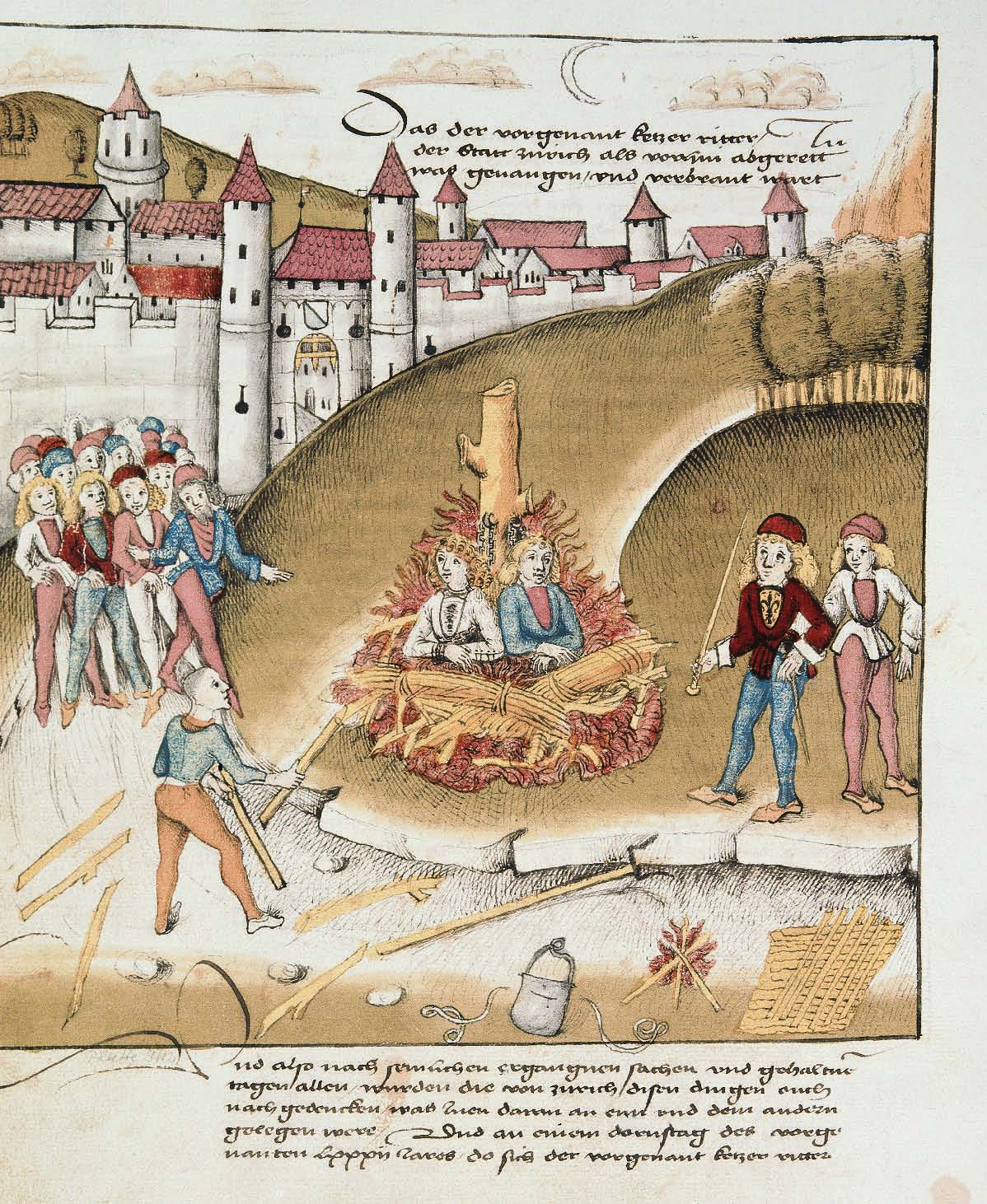
Спалення лицаря фон Гоенберга зі своїм слугою перед Цюрихом за содомію («Бернський Шиллінг»)

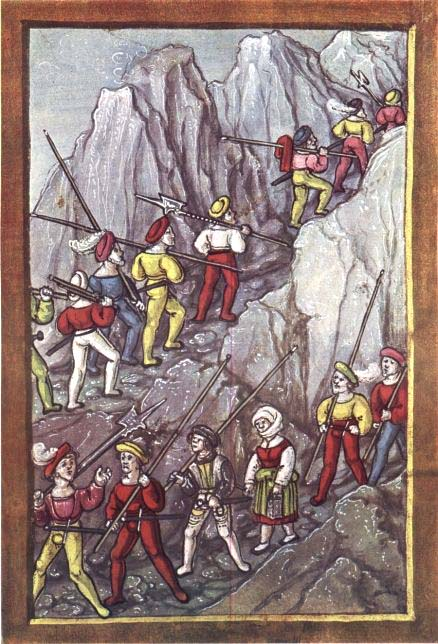
Швейцарські найманці переходять через Альпи («Люцернський Шиллінг»)

Швейцарські ілюстровані хроніки (нім. Schweizer Bilderchroniken) — це низка пергаментних і паперових рукописів кінця XV — початку XVI століття, що документують зміцнення, військові успіхи та піднесення Швейцарської конфедерації до рівня політичної сили в Європі для міської еліти — вони є «джерелом швейцарської національної свідомості». Для їхнього створення відмовилися від уже добре відомих технік книгодруку та ксилографії, а самі рукописи зберігали як великі коштовності.

## Історія
Попередницею цих хронік була «Бернська хроніка» міського писаря Конрада Юстінгера, замовлена 1420 року, яка була втрачена в оригіналі. Вона охоплювала події до 1423 року. Пізніші хроністи зазвичай відтворювали її описи майже дослівно. Один зі списків, що зберігся в Єні, має пропуски для ілюстрацій, тож цілком можливо, що й хроніку Юстінгера варто зарахувати до ілюстрованих.
Найдавнішою з відомих ілюстрованих хронік є «Чахтланова хроніка» 1470 року, створена бернськими радниками Бенедиктом Чахтланом та Генріхом Діттлінгером. Це паперовий рукопис із 230 зображеннями, який нині зберігається в Центральній бібліотеці Цюриха. Для періоду після 1423 року автори спиралися на хроніку швіцького хроніста Ганса Фрюнда (що описує події Старої цюрихської війни) та, ймовірно, на ранній твір Дібольда Шиллінга Старшого, який від 1460 року мешкав у Берні. З 230 ілюстрацій «Чахтланової хроінки» 200 присвячені воєнним сценам, подекуди надто однотипним.
«Бернська офіційна хроніка» Дібольда Шиллінга Старшого, ймовірно, була замовлена 1474 року для документування надзвичайних подій Бургундських війн. «Шпіцька хроніка» з'явилася слідом за «Бернською офіційною хронікою» і містить скорочений текст. «Велика бургундська хроніка» Шиллінга Старшого, яка нині зберігається в Центральній бібліотеці Цюриха, можливо, ґрунтується на нецензурованій версії «Офіційної хроніки» й доповнена подіями 1480—1484 років.
Дібольд Шиллінг Молодший був сином Ганса Шиллінга та небожем Шиллінга Старшого. Свою «Люцернську хроніку» він представив міській раді Люцерна 15 січня 1513 року. Політично Шиллінг Молодший займав позицію, діаметрально протилежну до свого дядька: він засуджував франкофільську політику швейцарців, особливо бернців, та друковану хроніку люцернця Петерманна Еттерліна 1507 року, натомість тяжів до табору габсбурзького Максиміліана, який 1507 року особисто запросив його на рейхстаг у Констанці. Близько 30 % ілюстрацій його хроніки зображують всячину — злочини, нещасні випадки та магію.
«Хроніка конфедератів» — найпізніша зі швейцарських ілюстрованих хронік — була створена близько 1502 року бремгартенським хроністом Вернером Шодолером. Її джерелами стали насамперед «Бернська хроніка» Шиллінга та друкована хроніка Еттерліна. Власні відомості він подає для періоду після 1511 року, а його опис Італійських воєн, ймовірно, ґрунтується на особистих спостереженнях.
До пізніших наслідувачів можна віднести збірки Крістофа Зільберізена (1576) та Йоганна Якоба Віка («Вікіана», 1587). Успішно перенести традицію ілюстрованих хронік у друковану форму вдалося Йоганнесу Штумпфу (1547/1548).

## Оглядова таблиця
До наведеної нижче таблиці внесено рукописні хроніки швейцарського походження, що містять велику кількість ілюстрацій. Перелік ґрунтується на хроніках, які Карл Пфафф навів у Історичному словнику Швейцарії.
| Автор(и)                            | Хроніка                                                     | Період               | Примітки                       | Створено  |
| ----------------------------------- | ----------------------------------------------------------- | -------------------- | ------------------------------ | --------- |
| Бенедикт Чахтлан, Генріх Діттлінгер | Чахтланова хроніка                                          | 1191 до 1470         | 230 кольорових ілюстрацій      | 1470      |
| Дібольд Шиллінг Старший             | Бернська офіційна хроніка (також звана «Бернський Шиллінг») | 1191 до 1483         | 3 томи                         | 1483      |
| Дібольд Шиллінг Старший             | Шпіцька хроніка (або «Шпіцький Шиллінг»)                    | 1152 до 1465         | 340 зображень                  | 1484      |
| Дібольд Шиллінг Старший             | Велика бургундська хроніка (або «Цюрихський Шиллінг»)       | 1466 до 1484         | 199 акварельних малюнків пером | 1486      |
| Герольд Едлібах                     | Цюрихсько-швейцарська хроніка                               | 1431 до 1530         | базується на Бернській хроніці | 1485/86   |
| Дібольд Шиллінг Молодший            | Люцернська хроніка (або «Люцернський Шиллінг»)              | 503 до 1509          | Опис                           | 1511–1513 |
| Вернер Шодолер                      | Хроніка конфедератів                                        | до 1480              | 3 томи; описи                  | 1514/1515 |
| Крістоф Зільберізен                 | Хроніка Гельвеції                                           | 100 до н. е. до 1515 | Описи                          | 1576      |
| Йоганн Якоб Вік                     | Вікіана                                                     | 1559 до 1588         | Збірка новин у 24 томах        | 1559–1587 |